# 타임즈 (음악 그룹)
타임즈(TimeZ)는 대한민국과 중국의 합작 보이 그룹이다

## 앨범
- 《아이돌 만만세》 (2012)
- 《青春爱最大》(2013)
- 《Awaken (觉醒)》 (2015)

## 수상 및 후보
- 2012년 엠넷 아시안 뮤직 어워드 아시아 아티스트상
- 2013년 MusicRadio 중국 TOP 차트 시상식 올해의 가장 유망한 그룹상